# Dạ dày

Dạ dày (phần tô hồng) trong hệ thống ống tiêu hóa (canalis gastrointestinales)

Dạ dày hay bao tử (tiếng Latin: Ventriculus) là một trong những cơ quan trực thuộc hệ tiêu hóa (Apparatus digestorius) ở người và động vật. Ở người, dạ dày là cơ quan có dạng túi chữ J nằm trong hoàn toàn trong khoang ổ bụng (cavitas abdominis), nối bởi thực quản (Oesophagus) và tá tràng (Duodenum), đoạn đầu của ruột non. 
Nhìn chung, dạ dày có hai chức năng chính: tiết dịch vị (chứa hydrochloric acid HCl, enzyme pepsin phân giải protein thành các đoạn polypeptide ngắn hơn) và co bóp, trộn đều viên thức ăn với dịch vị (gọi là dưỡng chấp). Hoạt động của dạ dày được điều khiển theo cơ chế thần kinh và cơ chế thể dịch. Bài viết này chủ yếu hướng đến dạ dày người.

## Dạ dày ở các nhóm động vật
Dạ dày là cơ quan có ở nhiều loài động vật thuộc phân ngành động vật có xương sống. Hình thái, giải phẫu cùng với chức năng của chúng khá đa dạng và đặc trưng cho mỗi loài. Dạ dày đơn được tìm thấy ở người, động vật ăn thịt (chó, mèo, hổ...) và động vật ăn cỏ như thỏ, ngựa... Tuy nhiên, không phải bất kỳ loài nào cũng có dạ dày đơn. 

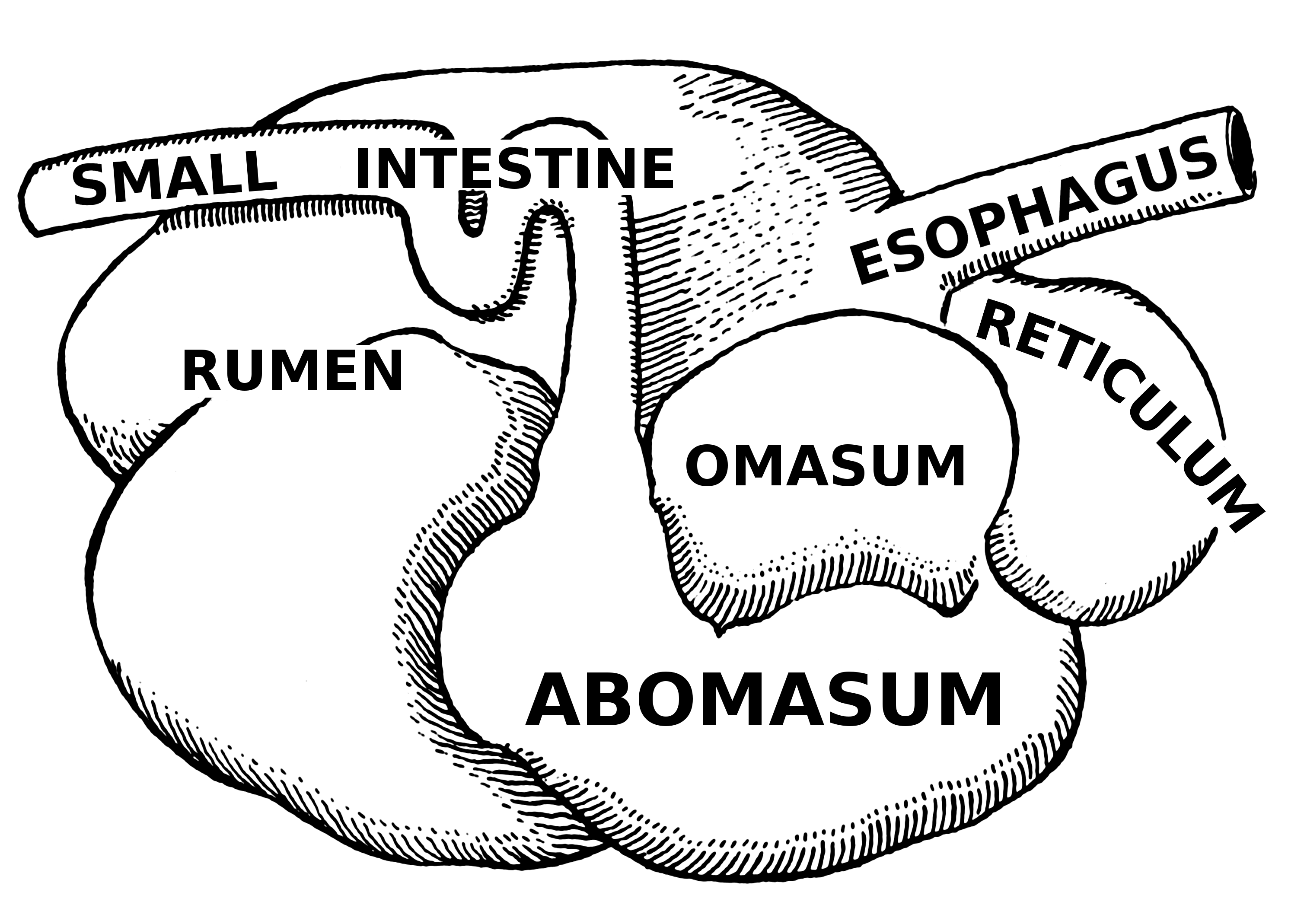
Cấu trúc dạ dày ở động vật nhai lại

Ở một số động vật nhai lại (trâu, bò, dê...), dạ dày của chúng được chia thành bốn ngăn theo hướng đi của thức ăn là: dạ cỏ (rumen), dạ tổ ong (reticulum), dạ lá sách (omasum) và dạ múi khế (abomasum). Do đời sống của chúng luôn bị những nguy hiểm rình rập khi ăn (tiêu biểu là bị động vật săn mồi ăn thịt), nên chúng cố gắng nhai thật nhiều cỏ ở chỗ kiếm ăn và tổng thẳng vào dạ cỏ. Ở đây, có hệ vi sinh vật cộng sinh dồi dào có chứa enzyme cellulase có khả năng phân giải chất này. Sau đó, thức ăn (hỗn hợp của thực vật và vi sinh vật bám vào) sẽ được chuyển tới dạ tổ ong. Sau khi rời khỏi nơi kiếm ăn, động vật này có xu hướng tìm đến chốn vắng vẻ. Tại đây, chúng "ợ" thức ăn có từ dạ tổ ong lên và tiếp tục nhai kĩ (do đó nhóm loài này mới có tên gọi là động vật nhai lại). Thức ăn sau khi nhai kỹ sẽ được chuyển xuống dạ lá sách để hấp thụ bớt nước và chuyển xuống dạ múi khế. Dạ múi khế mới được xem là dạ dày thực sự vì tại đây mới tiết dịch vị như HCl, pepsin.... Nguồn protein trong thức ăn đến từ bản thân thực vật và vi sinh vật cộng sinh ở dạ cỏ.

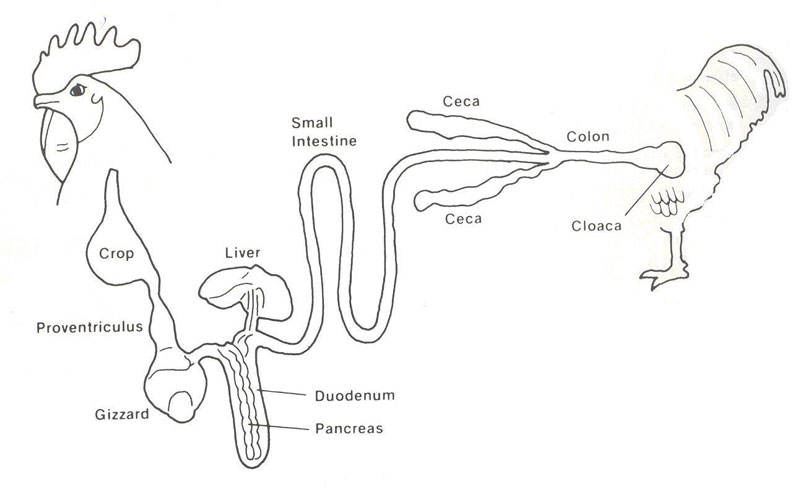
Chi tiết giải phẫu ống tiêu hóa của gà

Ở nhiều loài chim và gia cầm, dạ dày có thể được chia thành hai phần dạ dày tuyến (proventriculus) và dạ dày cơ hay mề (gigeria). Thức ăn từ diều sẽ được vận chuyển đến dạ dày tuyến. Tại đây, thức ăn thấm dịch vị (HCl) và chuyển xuống mề (hệ thống cơ rất dày). Tại đây, thức ăn được co bóp và trộn đều dịch vị. Ở một số loài chim, tiêu biểu là gà, chúng có tập tính nuốt sỏi. Sỏi được tìm thấy chủ yếu ở dạ dày cơ và có vai trò tăng hiệu quả của việc tiêu hóa.
Ngoài ra, còn có hình thức dạ dày trung gian giữa dạ dày đơn và dạ dày kép như dạ dày của lợn. Ở dạ dày lợn, phía trái của thượng vị có phần manh nang lồi ra làm cho dạ dày có 5 vùng: thực quản (nhỏ), manh nang, thượng vị, thân vị và hạ vị.  Vùng thực quản không có tuyến, vùng manh nang và thượng vị có tuyến tiết ra dịch nhầy, không có pepsin và HCl. Vùng thân vị và hạ vị giống như dạ dày đơn (ở loài ăn thịt).

## Giải phẫu học dạ dày người

### Định khu
Dạ dày nằm sát dưới vòm hoành trái, phía sau cung sườn và thượng vị trái. Dạ dày có tính co giãn, có thể tích từ 2.0 - 2.5 lít và không có hình dạng nhất định. Khi rỗng, dạ dày có hình túi dạng chữ J.

### Hình thái bên ngoài

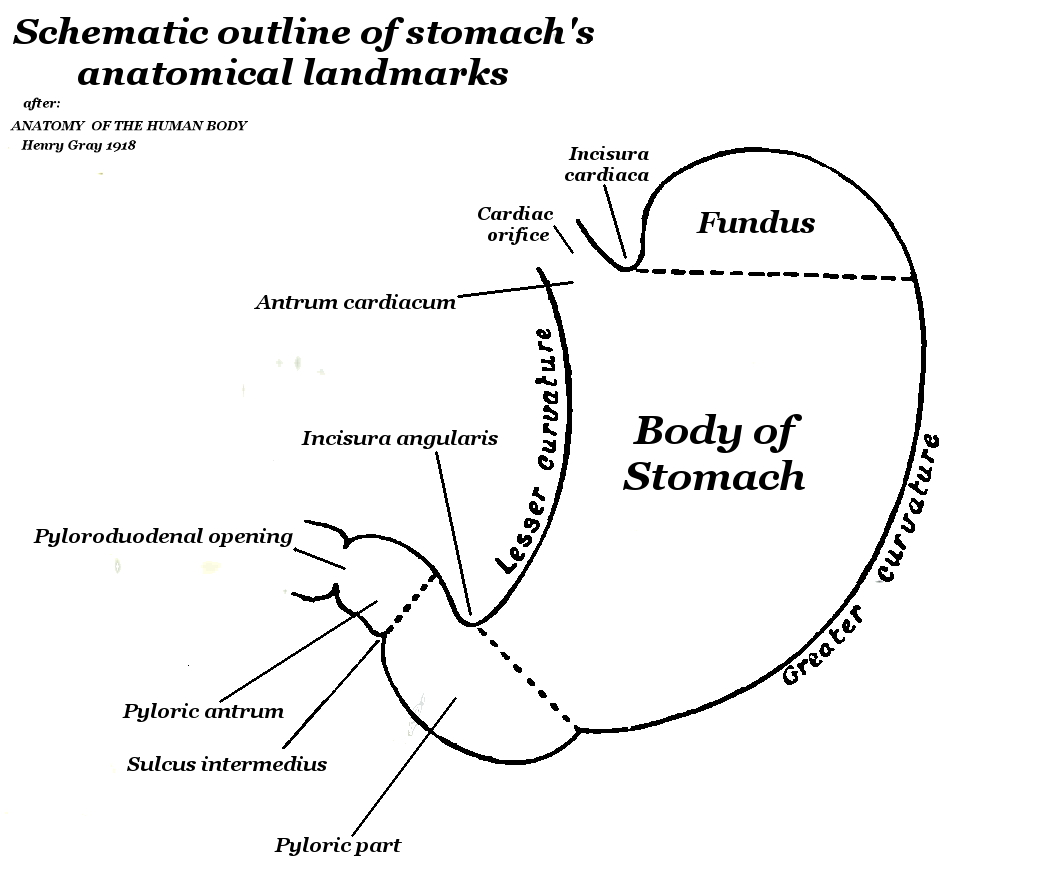
Hình thể dạ dày

Dạ dày gồm có hai thành trước và sau, hai bờ cong vị lớn và nhỏ, và hai đầu: tâm vị (pars cardiaca) ở trên, môn vị (pars pylorica) ở dưới.
Tâm vị (pars cardiaca) rộng khoảng 3 – 4 cm, nằm kế cận thực quản và gồm lỗ tâm vị (ostium cardiacum). Lỗ tâm vị thông thực quản với dạ dày, không có van đóng kín mà chỉ có nếp gấp. Ở người, lỗ tâm vị nằm sau sụn sường VIII trái, trước thân đốt sống ngực X và lệch về trái.
Đáy vị (fundus ventriculi) là phần phình to hình chỏm cầu, bên trái lỗ tâm vị và ngăn cách với thực quản bởi khuyết tâm vị (incisura cardiaca). Thân vị (corpus ventriculi) là phần nối giữa đáy vị, tâm vị (giới hạn trên là mặt phẳng ngang qua lỗ tâm vị từ khuyết tâm vị) với môn vị (mặt phẳng qua khuyết góc (incisura angularis) của bờ cong vị nhỏ). Thân vị có hình ống, cấu tạo bởi hai thành và hai bờ.
Thân vị (Body of stomach) là phần trung tâm lớn dưới đáy vị . chiếm nhiều diện tích, là không gian chính để co bóp thức ăn. Tại đây acid dịch vị sẽ được tiết ra để hỗ trợ cho quá trình phân hủy thức ăn Phân thân vị gồm:
- Thành trước dạ dày (Stomach anterior wall): Nằm ở vùng trên liên quan thùy gan trái, cơ hoành, qua trung gian cơ hoành liên quan phổi, màng phổi trái, màng ngoài tim và thành ngực, phần dưới liên quan tới thành bụng trước.
- Thành sau dạ dày(Postero-inferior Surface): phần này liên quan tới cơ hoành và liên quan tới các cơ quan khác như thận, tụy, lá lách, tuyến thượng thận. Phần dưới của thành sau liên quan mạc treo kết tràng ngang, nối phần trung gian mạc treo kết tràng ngành với phần lên tá tràng.
- Bờ cong vị nhỏ (Lesser curvature): Bộ phận này có mạc nối nhỏ nối dạ dày, tá tràng và gan, giữa hai lá của mạc nối nhỏ có vòng mạch bờ cong vị bé.
- Bờ cong vị lớn ( Greater curvature): là đoạn tiếp theo có mạc nối dạ dày với lách và có chứa các động mạch vị ngắn. Ở phần đoạn cuối cùng có mạc nối lớn bám, giữa hai lá của mạc nối lớn chứa bờ cong vị lớn

Phần hang môn vị (pars pylorica) gồm hang môn vị (antrum pyloricum) và ống môn vị (canalis pyloricus). Hang môn vị nối với thân vị và ống môn vị, chạy sang phải và hơi ra sau. Ống môn vị thu lại như cái phễu và kết thúc bằng môn vị.
Môn vị (pylorus): mặt ngoài được đánh dấu bởi tĩnh mạch trước môn vị (v. prepylorica) và có thể nhận biết bàng cách sờ bằng tay. Ở giữa môn vị là lỗ môn vị (ostium pyloricum) định khu bên phải đốt sống thắt lưng I và nối với hành tá tràng.

### Hình thái bên trong
Cấu tạo dạ dày gồm 5 lớp như sau: lớp thanh mạc, tấm dưới thanh mạc, lớp cơ (gồm có 3 lớp cơ nhỏ hơn là cơ dọc, cơ chéo và cơ thứ 3 là cơ vòng), lớp hạ niêm mạc và cuối cùng là lớp niêm mạc – đây là lớp được phân cách bởi một lớp cơ trơn với lớp hạ niêm mạc.
Lớp tiếp theo là mạch máu của dạ dày. Dạ dày được nuôi dưỡng bởi động mạch bắt nguồn từ thân tạng và tạo nên 2 vòng cung, cụ thể:
- Một vòng cung nhỏ chạy dọc theo bờ cong nhỏ.
- Một vòng cung lớn chạy dọc theo bờ cong lớn.

Cuối cùng là hệ thần kinh. Dạ dày được chi phối bởi dây thần kinh phế vị (dây X) và một số nhánh của đoạn tủy còn gọi là phần đối giao cảm. Còn phần giao cảm bao gồm các sợi giao cảm từ các hạch giao cảm ngực và thắt lưng.
Lớp thanh mạc
Lớp này có vị trí ngoài cùng thuộc lá tạng phúc mạc.
Tấm dưới thanh mạc
Đây là tổ chức liên kết rất mỏng, gần như dính chặt vào lớp cơ trừ ở gần 2 bờ cong vị dễ bóc tách hơn vì tổ chức này dày lên nhờ chứa mỡ và các bó mạch thần kinh.
Lớp cơ
Lớp này để thích ứng việc nhào trộn thức ăn. Lớp cơ vòng của dạ dày có thêm các sợi chéo. Lớp cơ có cấu tạo từ ngoài vào trong với 3 lớp như sau:
- Cơ dọc: liên tục với các thớ cơ dọc của thực quản và tá tràng và dày nhất dọc theo bờ cong vị nhỏ.
- Cơ vòng: bao kín toàn dạ dày, đặc biệt ở môn vị.
- Cơ chéo: là lớp không hoàn toàn, chạy vòng quanh đáy vị và đi chéo xuống dưới về phía bờ cong lớn.

Tấm dưới niêm mạc (lớp hạ niêm mạc)
Đây là tổ chức liên kết rất lỏng lẻo nên dễ bị xô đẩy.
Lớp niêm mạc
Đây là lớp lót mặt trong dạ dày.
Ngoài ra, dạ dày được cấp máu từ hai nguồn chính: vòng mạch bờ cong vị nhỏ và vòng mạch bờ cong vị lớn. Hai vòng mạch này đều bắt nguồn từ động mạch thân tạng.

## Chức năng dạ dày

### Cơ học
- Chứa thức ăn
- Nhào trộn thức ăn
- Tống vị trấp ra khỏi dạ dày

### Bài tiết và hoá học
Sau khi được nghiền nát một phần bằng động tác nhai và được phân hủy một phần nhỏ nhờ các men có trong nước bọt, thức ăn sẽ được đưa xuống qua một ống cơ trơn gọi là thực quản (nằm gần như song song và sau khí quản) và đến dạ dày. Dạ dày là nơi chứa, nghiền nát, nhào trộn thức ăn với dịch vị. Dạ dày cũng hấp thu chất dinh dưỡng tuy nhiên chức năng này là không đáng kể. Sau khi thức ăn được nghiền nát, nhào trộn và thấm dịch vị, chúng sẽ được đưa xuống ruột non để thực hiện công đoạn tiêu hóa và hấp thu cũng như đào thải.

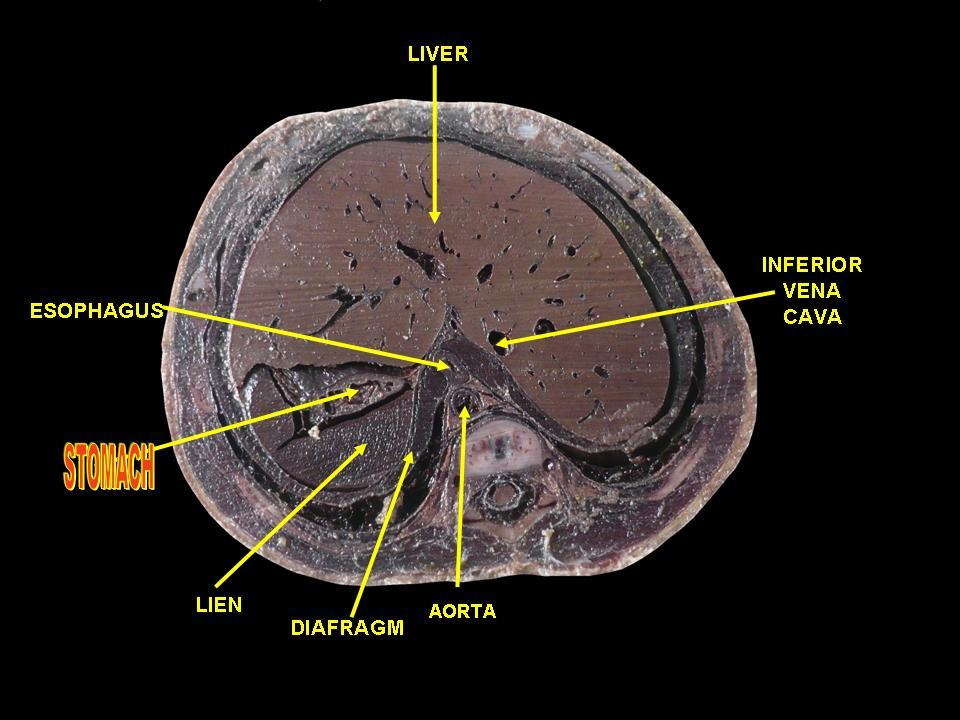
Cross section of stomach wall.
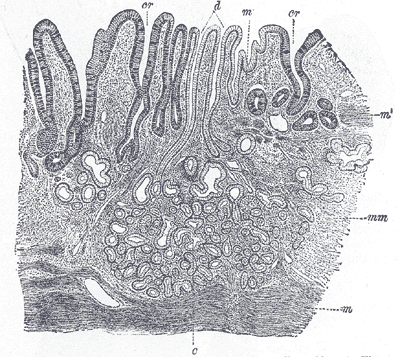
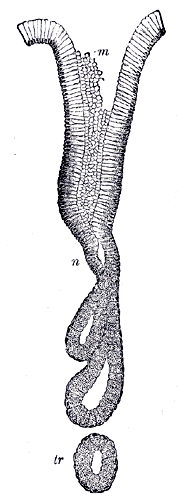
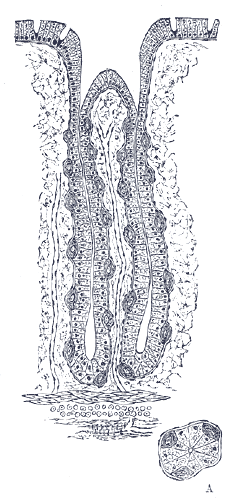

Độ pH rất thấp của dạ dày (từ 2 đến 2,5) không chỉ có tác dụng trong tiêu hóa mà còn có tác dụng trong phòng bệnh. Một số bệnh nhân mắc chứng teo niêm mạc dạ dày không đủ khả năng duy trì một độ pH thấp sẽ dễ mắc các chứng bệnh nhiễm trùng đường ruột vì chính độ pH thấp này là một rào cản hóa học khá hữu hiệu để tiêu diệt các vi sinh vật gây bệnh theo thức ăn đi vào cơ thể. Tuy nhiên nếu độ pH này quá thấp sẽ có tác hại gây loét dạ dày tá tràng. Năm 1982 một loại xoắn khuẩn có tên là Helicobacter Pylori đã được hai bác sĩ người Úc phát hiện. Vi khuẩn này có vai trò cực kỳ quan trọng trong gây bệnh viêm loét cũng như ung thư dạ dày. Chính nhờ phát hiện này mà việc điều trị đã bước sang một kỷ nguyên mới. Phát hiện trên đã được vinh dự nhận giải thưởng Nobel về y học năm 2005.

## Bệnh dạ dày ở người

### Trào ngược dạ dày thực quản
Là tình trạng trào ngược từng lúc hay thường xuyên của dịch vị trong dạ dày lên thực quản. Tính chất kích thích của các chất dịch trong dạ dày như HCl, pepsine, dịch mật... đối với niêm mạc thực quản, sẽ gây ra các triệu chứng và biến chứng. Các triệu chứng bao gồm các vị của axit ở phía sau miệng, ợ nóng, hơi thở hôi, đau ngực, nôn mửa, khó thở....

### Viêm dạ dày
Là tình trạng niêm mạc dạ dày bị viêm sưng. Trong dạ dày có một sự cân bằng nhỏ giữa axit và thành niêm mạc được bảo vệ bởi chất nhầy . Khi lớp niêm mạc này bị phá vỡ vì bất kỳ lý do gì, các dấu hiệu và triệu chứng viêm dạ dày có thể xuất hiện. Điều này có thể dẫn đến đau bụng trên, khó tiêu, chán ăn, buồn nôn , nôn và ợ chua . Khi bệnh tiến triển, cơn đau có thể trở nên liên tục; máu có thể bắt đầu rò rỉ và được nhìn thấy trong phân. Nếu chảy máu nhanh và đủ lượng, thậm chí có thể dẫn đến nôn ra máu đỏ tươi ( nôn ra máu). Khi độ axit trong dạ dày không được kiểm soát, nó thậm chí có thể gây mất máu nghiêm trọng (thiếu máu) hoặc dẫn đến thủng (lỗ) trong dạ dày, đây là một trường hợp cấp cứu ngoại khoa.

### Loét dạ dày
Nặng hơn tình trạng viêm sưng thông thường. Những vết loét phát triển trên niêm mạc của dạ dày và đoạn đầu của ruột non, thường xảy ra do vi khuẩn HP và thói quen sinh hoạt không lành mạnh. Đau thượng vị là triệu chứng phổ biến nhất của loét dạ dày tá tràng. Ngoài ra các triệu chứng như: ợ hơi, ăn không tiêu, đầy bụng, buồn nôn, đi ngoài phân đen... có thể xuất hiện.

### Liệt dạ dày
Một vấn đề lâu dài rất phổ biến khác hiện được đánh giá cao hơn là liệt dạ dày . Liệt dạ dày ảnh hưởng đến hàng triệu người và thường không bao giờ bị nghi ngờ và hầu hết bệnh nhân đều chậm trễ trong việc chẩn đoán. Về cơ bản trong liệt dạ dày, nhu động dạ dày biến mất và thức ăn vẫn ứ đọng trong dạ dày. Nguyên nhân phổ biến nhất của liệt dạ dày là bệnh tiểu đường nhưng nó cũng có thể xảy ra do tắc nghẽn ở đoạn cuối dạ dày, ung thư hoặc đột quỵ. Các triệu chứng của liệt dạ dày bao gồm đau bụng, đầy, chướng bụng, buồn nôn, nôn sau khi ăn, chán ăn và cảm giác no sau khi ăn một lượng nhỏ thức ăn.

### Bệnh Crohn
Bệnh Crohn là một bệnh viêm ruột có thể ảnh hưởng đến bất kỳ phần nào của đường tiêu hóa, thậm chí cả dạ dày, mặc dù đây là một biểu hiện hiếm gặp. Đặc điểm chính của nó là loét viêm có thể ảnh hưởng đến tổng độ dày của thành dạ dày và có thể chảy máu nhưng hiếm khi thủng. Các triệu chứng bao gồm đau bụng, chán ăn và sụt cân. Tiêu chảy cũng là một triệu chứng có thể phát triển, vì vậy việc kiểm tra phân xem có máu hay không là rất quan trọng. Các triệu chứng của bệnh Crohn có thể tồn tại với một người trong nhiều tuần hoặc tự biến mất. Nên báo cáo các triệu chứng cho bác sĩ để ngăn ngừa các biến chứng nặng hơn.

### Ung thư dạ dày
Ung thư dạ dày rất hiếm và tỷ lệ mắc bệnh đang giảm trên toàn thế giới. Ung thư dạ dày thường xảy ra do sự thay đổi nồng độ axit và có thể biểu hiện bằng các triệu chứng mơ hồ như đầy bụng, sụt cân và đau. Nguyên nhân thực sự của bệnh ung thư dạ dày vẫn chưa được biết nhưng có liên quan đến việc nhiễm vi khuẩn Helicobacter pylori , bệnh thiếu máu ác tính , bệnh Menetriere và chất bảo quản chứa nitơ trong thực phẩm
Ngoài ra còn có các bệnh lý khác như: xuất huyết dạ dày, viêm hang vị, viêm môn vị, viêm bờ cong nhỏ dạ dày ...